# Chervov Peak
Der Chervov Peak (englisch; russisch Гора Червова Gora Tscherwowa) ist ein 2550 m hoher Berg im ostantarktischen Königin-Maud-Land. Im Schtscherbakowgebirge der Orvinfjella ragt er 1,5 km nördlich des Mørkenatten auf.
Entdeckt und anhand von Luftaufnahmen kartiert wurde er bei der Deutschen Antarktischen Expedition 1938/39 unter der Leitung des Polarforschers Alfred Ritscher. Weitere Kartierungen erfolgten anhand von Luftaufnahmen und Vermessungen der Dritten Norwegischen Antarktisexpedition (1956–1960) und nochmals bei einer von 1960 bis 1961 dauernden sowjetischen Expedition. Teilnehmer letzterer Forschungsreise benannten ihn nach dem sowjetischen Geologen Jewgeni I. Tscherwow, Teilnehmer an einer von 1958 bis 1959 durchgeführten sowjetischen Antarktisexpedition. Das Advisory Committee on Antarctic Names übertrug die russische Benennung im Jahr 1970 ins Englische.